# No.7
『No.7』（ナンバーセブン）は、生田鷹司とオーイシマサヨシとZiNGのユニット地縛少年バンドのシングル。2020年2月26日にポニーキャニオンより発売された。

## 概要
表題曲「No.7」は、TBS系テレビアニメ『地縛少年花子くん』のオープニングテーマとなっている楽曲で、作詞・作曲をANCHORが、編曲をZiNGが担当し、ツインボーカルを生田鷹司とオーイシマサヨシが務め、コーラスにアイドルユニットZOCの藍染カレン・戦慄かなの・香椎かてぃが参加している。
CDの発売に先駆け、2020年2月12日に楽曲の先行デジタル配信と、YouTubeにてミュージックビデオのフルサイズが公開された。
初回盤と通常盤の2種類でリリースされており、初回盤には「No.7」のミュージックビデオとオフショット映像が収録されたDVDが付属している。
ポニーキャニオン公式ニュースサイトでは、CD発売を記念してオフィシャルライナーノーツが公開されている。

## 収録曲

### CD
（全作詞・作曲：ANCHOR）
1. No.7
編曲:ZiNG
2. No.7 [生田鷹司ver.]
3. No.7 [オーイシマサヨシver.]
4. No.7 [TV size]
5. No.7 [Instrumental]

### DVD (初回盤のみ)
1. No.7 (ミュージックビデオ)
2. オフショット映像